# Olympische Winterspiele 1952/Teilnehmer (Jugoslawien)
| Gelbes Symbol für Goldmedaillen mit stilisierten Olympischen Ringen | Graues Symbol für Silbermedaillen mit stilisierten Olympischen Ringen | Braundes Symbol für Bronzemedaillen mit stilisierten Olympischen Ringen |
| ------------------------------------------------------------------- | --------------------------------------------------------------------- | ----------------------------------------------------------------------- |
| —                                                                   | —                                                                     | —                                                                       |

Jugoslawien nahm an den VI. Olympischen Winterspielen 1952 in der norwegischen Hauptstadt Oslo mit einer Delegation von sechs Athleten in drei Disziplinen teil, davon vier Männer und zwei Frauen.

## Teilnehmer nach Sportarten

### Ski Alpin
Männer
- Tine Mulej
Riesenslalom: 27. Platz (2:41,3 min)
Slalom: im Vorlauf ausgeschieden

- Janko Štefe
Abfahrt: 13. Platz (2:40,6 min)
Riesenslalom: 33. Platz (2:47,5 min)
Slalom: im Vorlauf disqualifiziert

### Skilanglauf
Frauen
- Nada Birko-Kustec
10 km: 14. Platz (50:44 min)

- Angela Kordež
10 km: 16. Platz (52:33 min)

### Skispringen
- Karel Klančnik
Normalschanze: 29. Platz (188,5)

- Janez Polda
Normalschanze: 16. Platz (200,5)